# Псковитянка
«Псковитя́нка» — первая опера Николая Римского-Корсакова в трёх действиях, шести картинах на собственное либретто по сюжету одноимённой драмы Льва Мея. Впервые поставлена в Мариинском театре Санкт-Петербурга под управлением Эдуарда Направника в 1873 году, переработана композитором в 1894 году.
Одноактная опера «Боярыня Вера Шелога» написанная композитором в 1898 году, одновременно может являться и прологом к опере «Псковитянка».

## Действующие лица
- Иван Грозный — бас;
- Князь Токмаков, посадник во Пскове — бас;
- Ольга, его приёмная дочь — сопрано;
- Боярин Матута — тенор;
- Боярышня Степанида Матута (Стеша) — сопрано;
- Михайло Туча, посадничий сын — тенор;
- Князь Вяземский — бас;
- Бомелий, царский лекарь — тоже бас;
- Юшко Велебин, гонец из Новгорода — бас
- Власьевна, мамка — меццо-сопрано;
- Перфильевна, мамка — меццо-сопрано.

Бояре, опричники, народ.

## Сюжет
Действие происходит в Пскове и его окрестностях в 1570 году.

### Действие первое
Картина первая. Сад близ дома князя Токмакова, царского наместника и степенного посадника во Пскове. Мамки Власьевна и Перфильевна ведут разговоры о том, что на вольный Псков идёт грозный царь московский Иван Васильевич, разгромивший новгородскую вольницу. Девушки играют в горелки, в которых не участвует приёмная дочь Токмакова, Ольга, шепчущаяся с подругой Стешей о любовном свидании с посадничьим сыном, Михайлом Тучей. Власьевна рассказывает девушкам сказку, но слышен свист Тучи. Все уходят в терем. К Туче тайком выходит на свидание Ольга. Между ними происходит нежная сцена. Услышав шум приближающихся шагов, Туча перелезает через забор, а Ольга прячется в кусты. Входят князь Токмаков со старым боярином Матутой, сватающим Ольгу. Токмаков сообщает Матуте, что Ольга — его приёмная, а не родная дочь, что её мать — боярыня Вера Шелога, а отца он не знает. Слышен звон, созывающий на вече. Ольга потрясена вестями, которые она подслушала.
Картина вторая. Площадь во Пскове. Сбегается народ. На площади новгородский гонец Юшка Велебин, он рассказывает о том, что Новгород взят, и что царь Иван Грозный приближается ко Пскову. Народ в замешательстве. Токмаков и Матута призывают псковичей к покорности. Туча протестует против этого решения, взывает к сопротивлению и удаляется со псковской молодёжью (вольницей) при звуках старинной вечевой песни. Толпа замечает слабость «вольницы», предвидит её гибель и скорбит о том, что «тяжка рука у грозного царя».

### Действие второе
Картина первая. Большая площадь в Пскове. У домов — столы с хлебом-солью, в знак покорной встречи. Толпа в страхе и ожидании прибытия царя. Ольга сообщает Власьевне семейную тайну, которую она подслушала. Власьевна предвидит несчастье для Ольги. Открывается торжественный въезд царя при возгласах народа «Помилуй!».
Картина вторая. Комната в доме Токмакова. Токмаков и Матута с покорностью встречают Ивана Грозного. Ольга угощает царя, который относится к ней милостиво, заметив в ней сходство с матерью. Девушки славят царя. После того, как они уходят, царь, расспросив Токмакова, окончательно убеждается в том, что Ольга — его дочь, и, потрясённый воспоминаниями юности, объявляет: «Псков хранит Господь!»

### Действие третье
Картина первая. Дорога в Печерский монастырь, глухой лес. В лесу царская охота. Начинается гроза. По дороге проходят девушки с мамками. От них отстала Ольга, которая затеяла странствие в монастырь лишь для того, чтобы по дороге встретиться с Тучей. Происходит встреча влюблённых. Внезапно на Тучу нападают слуги Матуты. Туча падает раненым; лишается чувств Ольга — её на руках уносит стража Матуты, который грозится рассказать царю Ивану об измене Тучи.
Картина вторая. Царская ставка под Псковом. Царь Иван Васильевич в одиночестве предаётся воспоминаниям. Раздумья прерываются известием, что царская стража схватила Матуту, пытавшегося похитить Ольгу. Царь в бешенстве и не слушает Матуту, пытающегося оговорить Тучу. Вводят Ольгу. Сначала недоверчивый, Грозный раздражённо говорит с ней. Но затем откровенное признание девушки в своей любви к Туче и её ласковая, проникновенная беседа покоряют царя. Туча, оправившись от раны, напал со своим отрядом на стражников, он хочет освободить Ольгу. Царь приказывает перестрелять вольницу, а Тучу привести к нему. Однако тому удаётся избежать плена. Издалека до Ольги доносятся прощальные слова песни любимого. Она выбегает из шатра и падает, сражённая выстрелом Вяземского по Туче. Ольга умирает. В отчаянии Грозный склоняется над телом дочери. Народ плачет о падении великого Пскова.
- В работе над либретто к опере некоторую помощь Римскому-Корсакову оказал П. И. Чайковский, приславший Корсакову уже готовое либретто по драме Мея, из которого Римский-Корсаков решил использовать некоторые фрагменты в третьем действии своего либретто.[источник не указан 1217 дней]
- Тексты двух женских хоров из третьего действия написал М. П. Мусоргский.[источник не указан 1217 дней]
- «Псковитянка» была первой оперой в Большом театре, поставленной под управлением Евгения Светланова в 1954 году, постановка этой же оперы в 1999 году стала последней работой Светланова в театре[1].

## Постановки
- 1 января 1873 — Мариинский театр, дирижёр Эдуард Направник;
  - Иван Грозный — Осип Петров;
  - Токмаков — Иван Мельников;
  - Матута — Васильев 2-й;
  - Туча — Орлов;
  - Ольга — Юлия Платонова;
  - Власьевна — Мария Леонова;
  - Вяземский — Соболев.
- 6 апреля 1895 — 3-я редакция, в Петербурге в Панаевском театре силами участников С.-Петербургского общества муз. собраний; в партии Токмакова — Михаил Луначарский.
- 1896 — Московская частная русская опера (дирижёр А. А. Бернарди, художники Васнецов и Константин Коровин; Иван Грозный — Фёдор Шаляпин).
- 1901 — Большой театр вместе с муз.-драм. прологом «Боярыня Вера Шелога» (дирижёр Ипполит Альтани; Иван Грозный — Фёдор Шаляпин)
- 1903 — Мариинский театр с прологом «Боярыня Вера Шелога» (дирижёр Эдуард Направник, режиссёр Ромуальд Василевский, художник Александр Головин; Иван Грозный — Фёдор Шаляпин).

За рубежом:
- 11 мая 1909 — первое зарубежное представление гастроли в Париже в театре «Шатле» в исполнении русских артистов. Дирижёр Николай Черепнин, постановка Александра Санина, хормейстер Ульрих Авранек;
  - Иван Грозный — Фёдор Шаляпин;
  - Ольга — Лидия Липковская;
  - Туча — Василий Дамаев;
  - Матута — Александр Давыдов;
  - Токмаков — Владимир Касторский;
  - Юшко — Василий Шаронов;
  - Няня — Елизавета Петренко.

Другие зарубежные постановки: Милан (1912), Лондон (1913, на рус. яз.; 1917), Манчестер (1918), Крефельд (1924), Барселона (1927, на рус. яз.), Бирмингем (1955), Брюссель (1956), Палермо (1959), Генуя и Рим (1969, с Борисом Христовым в партии Ивана Грозного).
На советской сцене:
- 4 октября 1919 — Петроградский Акад. Театр оперы и балета (сценическое возобновление Шаляпина, дирижёр Купер, худ. Головин; Иван Грозный — Шаляпин).
- 1932 — Большой театр (дирижёр Кубацкий, реж. Баратов, худ. Федоровский);
- 1933 — Ленингр. театр оперы и балета с прологом «Боярыня Вера Шелога» (дирижёр Похитонов, реж. Шкафер, худ. Головин; Иван Грозный — Рейзен, Ольга — Талонкина, Токмаков — Плешаков, Матута — Кабанов, Туча — Нэлепп, Надежда — Смирнова, Вера Шелога — Павловская);
- 1945 — Большой театр (дирижёр Сахаров, реж. Баратов, худ. Федоровский, хормейстеры Рыбнов и Луковников);
- 1952 — Большой театр
- 1952 — Театр оперы и балета им. Кирова (дирижёр Ельцин, реж. Соковнин, худ. Федоровский, хорм. Михайлов).

Среди исполнителей на русской и советской сцене:
- Александр Пирогов, Иван Яшугин (Иван Грозный);
- Степан Трезвинский, Константин Серебряков (Токмаков);
- Успенский, Григорий Угринович (Матута);
- Ефросиния Куза, Глафира Жуковская, Ольга Кашеварова (Ольга);
- Лаврентий Донской, Иван Ершов (Туча)

и другие.

## Записи

### Аудиозаписи
| Год  | Организация                      | Дирижёр         | Солисты | Лейбл звукозаписи и каталожный номер | Примечания     |
| ---- | -------------------------------- | --------------- | --- | ------------------------------------ | -------------- |
| 1947 | Хор и оркестр Большого театра    | Семён Сахаров   | Иван Грозный — Александр Пирогов, Токмаков — Николай Щегольков, Матута — Александр Перегудов, Вяземский — Михаил Соловьёв, Михайло Туча — Георгий Нэлепп, Юшко Велебин — Иван Скобцов, Ольга — Елена Шумилова, Степанида — Наталья Соколова, Власьевна — Мария Левина, Перфильевна — Маргарита Шервинская, Бомелий — Иван Маньшавин | Мелодия Д 019333-8 (1967 г.)         |                |
| 1968 | Teatro Verdi di Trieste          | Само Хубад      | Иван Грозный — Борис Христов, Токмаков — Лоренцо Гаэтани, Матута — Джузеппе Ботта, Михайло Туча — Лайош Козма, Ольга — Радмила Токмакова, Степанида — Даниэла Маццукато-Менегини | Gala GL 100.739 (2004 г.)            | На итальянском |
| 1969 | Римский оперный театр            | Томас Шипперс   | Иван Грозный — Борис Христов, Токмаков — Лоренцо Гаэтани, Матута — Альдо Берточчи, Михайло Туча — Руджеро Бондино, Ольга — Николетта Панни | Great Opera Performances G.O.P. 720  | На итальянском |
| 1994 | Хор и оркестр Мариинского театра | Валерий Гергиев | Иван Грозный — Владимир Огновенко, Токмаков — Геннадий Беззубенков, Матута — Николай Гассиев, Михайло Туча — Владимир Галузин, Ольга — Галина Горчакова, Власьевна — Людмила Филатова | Philips 446 678-2 (1997 г.)          |                |

Источники: , 

### Видеозаписи
| Год  | Организация                   | Дирижёр           | Солисты | Производитель и каталожный номер | Примечания           |
| ---- | ----------------------------- | ----------------- | --- | -------------------------------- | -------------------- |
| 1969 |                               |                   | | Гостелерадио СССР                | (недоступная ссылка) |
| 1994 |                               |                   | | Останкино (телерадиокомпания)    | (недоступная ссылка) |
| 1999 | Хор и оркестр Большого театра | Евгений Светланов | Иван Грозный — Вячеслав Почапский, Токмаков — Леонид Зимненко, Матута — Олег Биктимиров, Михайло Туча — Павел Кудрявченко, Ольга — Мария Гаврилова, Степанида — Галина Черноба, Власьевна — Галина Борисова, Перфильевна — Елена Новак | House of Opera DVDCC 843         |                      |

Источник: 